# Unión Europea de Radiodifusión
La Unión Europea de Radiodifusión (UER; en inglés, European Broadcasting Union, abreviado EBU; en francés, Union européenne de radio-télévision) es una corporación internacional de radiodifusoras de titularidad y servicio públicos. Su sede se encuentra en Ginebra, Suiza y opera bajo las leyes de dicho país. La Unión Europea de Radiodifusión no depende ni es financiada por la administración de la Unión Europea.
Entre sus funciones, la Unión Europea de Radiodifusión organiza intercambios de programas, estimula y coordina las coproducciones, negocia los derechos de difusión de retransmisiones, participa en el desarrollo de nuevas tecnologías y presta numerosos servicios complementarios. Gestiona dos redes globales de comunicación: Euroradio (radio) y Eurovisión (televisión).
Fue fundada en 1950 por veintitrés radiodifusoras de Europa Occidental y la cuenca del Mediterráneo. En 2019 contaba con 71 miembros activos de 56 países de Europa, cuenca mediterránea y Asia Occidental, así como más de 34 miembros asociados de veintiún países en el resto del mundo. Colabora estrechamente con organizaciones internacionales similares, tales como la Unión Asia-Pacífica de Radiodifusión (ABU) o la Organización de Telecomunicaciones Iberoamericanas (OTI).

## Descripción general
La Unión Europea de Radiodifusión (UER) está formada por organizaciones de radiodifusión (radio, televisión y multimedia), tanto entidades públicas como medios privados con obligaciones de servicio público. Sus miembros activos están dentro del Área de Radiodifusión Europea (que abarca a Europa, la cuenca del Mediterráneo y Asia Occidental), o son miembros del Consejo de Europa. mientras que los miembros asociados se encuentran fuera de ella. Para ser un miembro activo se requiere cumplir unas condiciones y estar al corriente de pago.
La Unión Europea de Radiodifusión fue fundada el 12 de febrero de 1950 en una reunión celebrada en Torquay, Reino Unido. A ella asistieron veintitrés organizaciones de radiodifusión que procedían de Europa Occidental, Yugoslavia, Turquía y los estados norteafricanos de Egipto, Líbano y Túnez. La nueva asociación pretendía mejorar el servicio de radio y televisión mediante la colaboración, la asistencia técnica, el intercambio de contenidos y la defensa conjunta de sus intereses. Su contraparte fue la Organización Internacional de Radio y Televisión, vigente en Europa Oriental y que existió desde 1946 hasta 1993, cuando fue absorbida por la Unión Europea de Radiodifusión.

Resume su labor de la siguiente manera:
«Creemos que los medios de comunicación de servicio público son la piedra angular de la sociedad democrática, y nosotros somos su voz representativa. Ofrecemos a los medios unos servicios de primera categoría y un centro para el aprendizaje y el intercambio del conocimiento. Operamos las redes Eurovisión, el primer distribuidor y productor de contenidos de calidad en el sector, y Euroradio, la mayor red de intercambio de noticias y música del mundo».

## Funciones
El objetivo de la Unión Europea de Radiodifusión es contribuir a la radiodifusión en los siguientes apartados:
1. Promover y desarrollar medios de comunicación de servicio público y sus valores: universalidad, independencia, excelencia, diversidad, responsabilidad social e innovación.
2. Salvaguardar y mejorar la libertad de expresión e información, base de las sociedades democráticas.
3. Potenciar la información plural y la formación libre de opiniones.
4. Desarrollar las últimas tecnologías de comunicación e información para que toda la población tenga acceso a esos medios.
5. Garantizar la diversidad cultural para promover valores de tolerancia y solidaridad.
6. Proteger la herencia cultural de Europa y el desarrollo de sus creaciones audiovisuales.
7. Reforzar la identidad de los pueblos, la cohesión social y la integración de todos los individuos, grupos y comunidades.
8. El cumplimiento del servicio público en información, educación, cultura y entretenimiento a través de una programación variada y de calidad.

Para ello, los miembros de la Unión Europea de Radiodifusión pueden acceder a servicios como intercambios de contenidos y programas (incluye noticias, deportes, música, producción propia, retransmisiones y streaming), derechos de difusión, instalaciones y servicios de producción, y una amplia red de distribución de contenidos en radio, televisión e internet.
La cooperación técnica es una de las actividades más importantes. A través del departamento de Tecnología e Innovación, la organización participa en la investigación y desarrollo de nuevos medios de difusión, contribuyendo al impulso de las nuevas técnicas de radiodifusión, tales como el sistema de datos de radio (RDS), la televisión digital (DVB) y la alta definición (HDTV y UHDTV). Existen grupos colaborativos entre miembros para asesorar e implementar los estándares tecnológicos en cada país.
El centro de aprendizaje de la Unión Europea de Radiodifusión incluye también programas de formación, grupos de trabajo y conferencias. Desde 2012 entrega el premio Rose d'Or, creado en 1961 para reconocer a los mejores formatos del año en radio, televisión y multimedia.
Por otra parte, la organización proporciona a sus asociados servicios de representación, lobby, ayuda técnica, legal y jurídica. Uno de los objetivos básicos es defender sus intereses en foros internacionales y profesionales con una única voz y postura conjunta.

### Radio
La red «Euroradio», que agrupa a todos los medios radiofónicos, se encarga del intercambio de música, noticias, retransmisiones deportivas, programas educativos y coproducciones como Euroclassic notturno. Cada año ofrece más de 2500 conciertos de música clásica, y coordina la transmisión de más de dos mil acontecimientos deportivos. Su actividad no se limita al audio: también facilita vídeos de conciertos y óperas a través de «Euroradio 2SEE».
En total participan más de setenta empresas de radio para un público potencial que supera los quinientos millones de oyentes.
Dentro de Euroradio se encuentra «Eurosonic», un servicio dirigido a los jóvenes y especializado en música contemporánea. A través de esa red se ofrece la señal y grabaciones de conciertos, sesiones y eventos como el Festival de Jazz de Montreux, Iceland Airwaves, el Festival Internacional de Benicasim y el Sónar. Desde 1999 colabora en el Festival Eurosonic de Groninga (Países Bajos) y en el European Border Breaker Awards para la promoción de artistas emergentes europeos.

### Televisión

Logotipo de la red «Eurovisión».

La red «Eurovisión», que agrupa a todas las televisiones, se encarga del intercambio de noticias y programas, señales en directo, acontecimientos deportivos y toda clase de contenidos relacionados con la televisión, lo que la convierte en una de las mayores redes del mundo. Todos los miembros cooperan en la producción de espacios en diferentes géneros.
En el caso de las noticias, la red de intercambio suministra cincuenta mil piezas informativas y deportivas y más de 2500 horas de señal en directo cada año, con especial atención al Área de Radiodifusión Europea.
«Eurovision Sports» es la delegación encargada de las retransmisiones deportivas, y el mayor proveedor de este tipo a nivel mundial. A través de su página web y de aplicaciones móviles, facilita señal en streaming para el Área de Radiodifusión Europea de diferentes eventos. Desde 1960 hasta 2012 fue titular de los derechos de los Juegos Olímpicos en Europa.
Una de las facetas más importantes es la retransmisión de eventos en directo para sus miembros, y que empezó en 1953 con la coronación de Isabel II. Los más populares son el Festival de la Canción de Eurovisión (Eurovision Song Contest), un concurso musical organizado por la propia Unión Europea de Radiodifusión desde 1956 y su versión infantil, el Festival de la Canción de Eurovisión Junior, organizado desde 2003. El otro programa más difundido es el Concierto de Año Nuevo de Viena (ORF). Desde 2014 retransmite los debates electorales entre los candidatos a presidir la Comisión Europea.
Las retransmisiones en la red Eurovisión se caracterizan por empezar y terminar con el logo de la organización, acompañado por el preludio del Te Deum de Marc-Antoine Charpentier.

## Miembros de la Unión Europea de Radiodifusión

Mapa del mundo con los miembros activos (azul marino) y miembros asociados (azul) de la Unión Europea de Radiodifusión.

La Unión Europea de Radiodifusión tiene tres categorías de miembros: activos, asociados y participantes autorizados. Los primeros abonan una tasa anual (en francos suizos) cuyo importe lo fija la Asamblea general según sus posibilidades. Los asociados y participantes autorizados pagan una suscripción.
Los miembros activos son los más importantes de la UER, ya que tienen acceso a las redes de Euroradio y de Eurovisión. Todos ellos forman parte del Área de Radiodifusión Europea, que incluye no solo a Europa sino también a la cuenca del Mediterráneo (norte de África) y Asia Occidental. La gran mayoría son compañías de radiodifusión pública y entraron antes de la década de 1990. Con el surgimiento de radios y televisiones privadas, se endurecieron las normas de entrada; desde entonces se habla de «medios de comunicación de servicio público».
Para ser miembro activo, el estado donde se establece la empresa debe ser miembro de la Unión Internacional de Telecomunicaciones (ITU), tener pleno reconocimiento de la comunidad internacional y formar parte del Área de Radiodifusión Europea. Si no está dentro de esa área, se exige que el país esté en el Consejo de Europa.
Además, están obligadas a cumplir las siguientes normas:
1. Ofrecer programación variada y equilibrada, dirigida a todos los sectores de la población. Las minorías tendrán espacios sin importar la audiencia.
2. Asumir el coste de la producción (o encargo de producción) con su dinero, y supervisada bajo su línea editorial, de una proporción sustancial de la programación.
3. Garantizar que toda la población disponga de cobertura nacional (al menos el 97 % del territorio) para recibir su señal de radio o televisión.
4. No deben estar relacionadas o tener acuerdos con la competencia de la Unión Europea de Radiodifusión en derechos de retransmisión deportivos a nivel europeo.
5. Cumplir las obligaciones estipuladas en el artículo 3.7 de los Estatutos de la Unión Europea de Radiodifusión (contribución activa, solidaridad, defensa conjunta y envío de documentación).

La gran mayoría de los miembros son radiodifusoras públicas. Otros, como Channel 4 (Reino Unido) o TV 2 (Noruega), son grupos comerciales con obligaciones de servicio público.

### Miembros activos
Según datos de 2024, la Unión Europea de Radiodifusión tiene 68 miembros que representan a 113 organizaciones audiovisuales en 56 países de Europa, la cuenca mediterránea y Asia Occidental.

Mapa histórico de miembros de la UER por año de ingreso.

| País                 | Organismo miembro | Sigla    | Año de ingreso |
| -------------------- | --- | -------- | -------------- |
| Albania              | Radiotelevizioni Shqiptar | RTSH     | 1999           |
| Alemania             | Arbeitsgemeinschaft Rundfunkanstalten der Bundesrepublik Deutschland - Bayerischer Rundfunk - Hessischer Rundfunk - Mitteldeutscher Rundfunk - Norddeutscher Rundfunk - Radio Bremen - Rundfunk Berlin-Brandenburg - Saarländischer Rundfunk - Südwestrundfunk - Westdeutscher Rundfunk - Deutsche Welle - Deutschlandradio | ARD      | 1952           |
| Alemania             | Zweites Deutsches Fernsehen | ZDF      | 1963           |
| Andorra              | Radio y Televisión de Andorra | RTVA     | 2002           |
| Argelia              | Compañía Nacional de Radiodifusión Sonora | EPRS     | 1969           |
| Argelia              | Empresa Pública de Televisión | EPTV     | 1969           |
| Argelia              | Teledifusión de Argelia | TDA      | 1969           |
| Armenia              | Compañía de Radio y Televisión Pública de Armenia - Radio Pública de Armenia - Televisión Pública de Armenia | AMPTV    | 2005           |
| Austria              | Österreichischer Rundfunk | ORF      | 1953           |
| Azerbaiyán           | İctimai | ICTI/ITV | 2007           |
| Bélgica              | Vlaamse Radio- en Televisieomroep | VRT      | 1950           |
| Bélgica              | Radio Télévision Belge de la Communauté Française | RTBF     | 1950           |
| Bosnia y Herzegovina | Radiotelevisión de Bosnia y Herzegovina | BHRT     | 1993           |
| Bulgaria             | Bălgarsko Nationalno Radio | BNR      | 1993           |
| Bulgaria             | Bălgarska Nationalna Televizija | BNT      | 1993           |
| Chequia              | Český rozhlas | ČR       | 1993           |
| Chequia              | Česká televize | ČT       | 1993           |
| Chipre               | Corporación Chipriota de Radiodifusión | CyBC     | 1968           |
| Croacia              | Hrvatska radiotelevizija | HRT      | 1993           |
| Dinamarca            | Danmarks Radio | DR       | 1950           |
| Dinamarca            | TV2/Danmark | DK/TV2   | 1989           |
| Egipto               | Egyptian Radio and Television Union | NMA/ERTU | 1985           |
| Eslovaquia           | Slovenská televízia a rozhlas | STVR     | 2024           |
| Eslovenia            | Radiotelevizija Slovenija | RTVSLO   | 1993           |
| España               | Radiotelevisión Española | RTVE     | 1955           |
| Estonia              | Eesti Rahvusringhääling | ERR      | 1993           |
| Finlandia            | Oy Yleisradio Ab | YLE      | 1950           |
| Francia              | Groupement des Radiodiffuseurs français de l'UER: - France Télévisions - Radio France - France Médias Monde | GRF      | 1950           |
| Francia              | Arte | ARTE     | 2025           |
| Georgia              | Radiodifusión Pública de Georgia | GPB      | 2005           |
| Grecia               | Ellinikí Radiofonía Tileórasi | ERT      | 1950           |
| Hungría              | Hungarian Media Group: - MTVA - Duna Televízió | HMG      | 1993           |
| Irlanda              | Radio Telefís Éireann | RTÉ      | 1950           |
| Irlanda              | TG4 | TG4      | 2007           |
| Islandia             | Ríkisútvarpið | RÚV      | 1956           |
| Israel               | Corporación de Radiodifusión Israelí | IPBC     | 2017           |
| Italia               | Radiotelevisión Italiana | Rai      | 1950           |
| Jordania             | Corporación de Radio y Televisión Jordana | JRTV     | 1970           |
| Letonia              | Latvijas Sabiedriskais medijs | LSM      | 1993           |
| Líbano               | Télé Liban | TL       | 1950           |
| Libia                | Canal Nacional de Libia | LNC      | 2011           |
| Lituania             | Lietuvos nacionalinis radijas ir televizija | LRT      | 1993           |
| Luxemburgo           | CLT Multi Media | CLT      | 1950           |
| Luxemburgo           | Etablissement de Radiodiffusion Socioculturelle | ERSL     | 1950           |
| Macedonia del Norte  | Makedonska Radio Televizija | MKRTV    | 1993           |
| Malta                | Public Broadcasting Services | MT/PBS   | 1970           |
| Marruecos            | Sociedad Nacional de Radiodifusión y de Televisión | SNRT     | 1950           |
| Moldavia             | Teleradio Moldova | TRM      | 1993           |
| Mónaco               | Groupement de Radiodiffusion monégasque - Monaco Media Diffusion - TV Monaco | GRMC     | 1950           |
| Montenegro           | Radio i Televizija Crne Gore | RTCG     | 2006           |
| Noruega              | Norsk Rikskringkasting | NRK      | 1950           |
| Noruega              | TV2 | NO/TV2   | 1992           |
| Países Bajos         | Nederlandse Publieke Omroep - NOS - Omroep NTR - AVROTROS - BNN-VARA - EO - Omroep MAX - KRO-NCRV - VPRO | NPO      | 1950           |
| Polonia              | Polskie Radio i Telewizja - Polskie Radio - Telewizja Polska | PRT      | 1993           |
| Portugal             | Radio y Televisión de Portugal | RTP      | 1950           |
| Reino Unido          | British Broadcasting Corporation | BBC      | 1950           |
| Reino Unido          | United Kingdom Independent Broadcasting: - ITV Independent Television - Sianel 4 Cymru - STV | UKIB     | 1959           |
| Rumania              | Sociedad Rumana de Radiodifusión | ROR      | 1993           |
| Rumania              | Sociedad Rumana de Televisión | TVR      | 1993           |
| San Marino           | San Marino RTV | SMRTV    | 1995           |
| Serbia               | Radio Televisión Serbia | RTS      | 2001           |
| Suecia               | Sveriges Television och Radio Grupp - Sveriges Television - Sveriges Radio - Utbildningsradion | STR      | 1950           |
| Suiza                | Sociedad Suiza de Radiodifusión y Televisión - Schweizer Radio und Fernsehen - Radio télévision suisse - Radiotelevisione svizzera di lingua italiana - Radiotelevisiun Svizra Rumantscha | SRG SSR  | 1950           |
| Túnez                | Radio tunisienne et télévision tunisienne - Radio Tunisienne - Télévision Tunisienne | RTTT     | 1950           |
| Turquía              | Corporación Turca de Radio y Televisión | TRT      | 1950           |
| Ucrania              | Compañía Nacional de Radiodifusión Pública de Ucrania | Suspilne | 1993           |
| Ciudad del Vaticano  | Radio Vaticano | RV       | 1950           |

### Miembros asociados
Los miembros asociados son los organismos audiovisuales de carácter nacional que operan fuera del Área de Radiodifusión Europea. Se les exigen las mismas condiciones que a los miembros activos. Si una radiodifusora quiere formar parte deberá someterse a la supervisión del Comité ejecutivo, que a su vez recomendará a la Asamblea general si su ingreso es apropiado.
Reciben documentación de la Unión Europea de Radiodifusión, pueden asistir a la Asamblea general de verano, participar en reuniones técnicas y colaborar con los miembros activos. No obstante, no tienen acceso libre a las redes Euroradio ni Eurovisión.
Según datos de 2024, la Unión Europea de Radiodifusión tiene treinta miembros asociados en veinte países del resto del mundo.
| País           | Organismo                                       | Siglas  | Año de ingreso |
| -------------- | ----------------------------------------------- | ------- | -------------- |
| Australia      | Australian Broadcasting Corporation             | ABC     | 1950           |
| Australia      | Special Broadcasting Service                    | SBS     | 1979           |
| Bangladés      | Bangladesh Television                           | NBAB    | 1974           |
| Brasil         | Fundação Padre Anchieta                         | FPA     | 2012           |
| Canadá         | Canadian Broadcasting Corporation               | CBC/SRC | 1950           |
| Chile          | Canal 13                                        | C13     | 1971           |
| China          | China Media Group                               | CGTN    | 2020           |
| China          | Shanghai Media Group                            | SMG     | 2001           |
| Corea del Sur  | Korean Broadcasting System                      | KBS     | 1974           |
| Cuba           | Instituto Cubano de Radio y Televisión          | ICRT    | 1992           |
| Estados Unidos | American Broadcasting Company                   | ABC     | 1959           |
| Estados Unidos | American Public Media                           | APM     | 2004           |
| Estados Unidos | CBS Corporation                                 | CBS     | 1956           |
| Estados Unidos | National Broadcasting Company                   | NBC     | 1953           |
| Estados Unidos | National Public Radio                           | NPR     | 1971           |
| Estados Unidos | WFMT Radio Network                              | WFMT    | 1980           |
| Georgia        | Rustavi 2                                       | RB      | 2003           |
| Georgia        | Teleimedi                                       | TEME    | 2004           |
| Hong Kong      | Radio Television Hong Kong                      | RTHK    | 1983           |
| Irán           | Radiodifusión de la República Islámica de Irán  | IRIB    | 1969           |
| Japón          | Nippon Hōsō Kyōkai                              | NHK     | 1957           |
| Japón          | TBS Television                                  | TBS     | 2000           |
| Kazajistán     | Khabar Agency                                   | Khabar  | 2016           |
| Malasia        | Radio Television Malaysia                       | RTM     | 1970           |
| Mauricio       | Mauritius Broadcasting Corporation              | MBC     | 1980           |
| Nepal          | Association of Community Radio Broadcasters     | ACORAB  | 2023           |
| Nueva Zelanda  | Radio New Zealand                               | RNZ     | 1950           |
| Nueva Zelanda  | Television New Zealand                          | TVNZ    | 1950           |
| Omán           | Autoridad Pública para la Radio y Televisión    | PART    | 1976           |
| Siria          | Organisme de la radio-télévision arabe syrienne | ORTAS   | 1978           |

### Participantes autorizados
Los participantes autorizados son aquellos organismos audiovisuales que por cualquier razón no cumplen los requisitos para ser miembro activo o asociado, pero cuya actividad sí puede resultar útil para la Unión Europea de Radiodifusión. Debe especificarse en qué área o áreas se ha permitido su participación, pues solo podrán colaborar en esas áreas. La participación es por cinco años, con posibilidad de renovación por el mismo período.
No pueden acceder a las redes de intercambio (Euroradio y Eurovisión) ni asistir a las asambleas de la Unión Europea de Radiodifusión.
En 2025 son siete los participantes autorizados. 
| País                | Organismo                          | Siglas   | Año de ingreso |
| ------------------- | ---------------------------------- | -------- | -------------- |
| Francia             | Euronews                           | Euronews | 1997           |
| Francia             | TV5 Monde                          | TV5      | 1998           |
| Francia             | Institut national de l'audiovisuel | INA      | 2024           |
| España              | Cellnex Telecom                    | Abertis  | 2003           |
| España              | Catalunya Música                   | CAT      | 2009           |
| Macedonia del Norte | Radiodifusión Macedonia            | JPMRD    | 1998           |
| Serbia              | Radio-Televizija Vojvodine         | PTB      | 2020           |

### Antiguos miembros activos
A lo largo de su historia, algunos miembros activos de la Unión Europea de Radiodifusión dejaron de serlo por diferentes razones. Se recogen por año de salida:
| País                | Organismo |
| ------------------- | --- |
| Bielorrusia         | Compañía Nacional de Radio y Televisión de Bielorrusia (BTRC) (1993-2021) La radiotelevisión bielorrusa vio suspendida su membresía de la UER el 28 de mayo de 2021 por «ataques a la libertad de prensa», en el contexto del arresto de Román Protasévich. Después de que Bielorrusia no presentara alegaciones, la UER confirmó su suspensión el 1 de julio de 2021. |
| España              | Antena 3 de Radio (A3R) (1986 - 1993) Emisora privada con obligaciones de servicio público, se retiró de la UER en 1993 tras ser absorbida por Unión Radio. La cadena terminaría desapareciendo un año después. Cadena de Ondas Populares (COPE) (1998 - 2019) La COPE formó parte de la UER hasta 2019. Las razones de su abandono se desconocen. Sociedad Española de Radiodifusión (Cadena SER) (1984 - 2020) La SER ya no aparece en la lista de miembros activos desde 2020. Las razones de su abandono no se han hecho públicas. |
| Francia             | Télévision française 1 (TF1) (1950 - 2018) El primer canal de televisión en Francia fue privatizado en 1987, pero mantuvo la membrecía durante tres décadas para beneficiarse de sus servicios, entre ellos el catálogo de retransmisiones deportivas con el que cubría la programación de Eurosport. Después de vender su canal deportivo en 2015, perdió el interés en seguir siendo miembro. Europe 1 (E1) (1978 - 2022) La emisora radiofónica francesa especializada en información y actualidad ya no aparece en el listado de miembros de la UER. Se desconoce el motivo de su salida. |
| Grecia              | Néa Ellinikí Radiofonía, Ínternet kai Tileórasi (NERIT) (2014-2015) Durante los dos años que ERT permaneció cerrada, la empresa pública de radiodifusión griega fue NERIT. Cuando Alexis Tsipras ganó las elecciones, su gobierno llevó a cabo la reapertura de ERT. |
| Israel              | Autoridad de Radiodifusión de Israel (IBA) (1957-2017) Fue el ente público de radiodifusión de Israel durante 69 años. En mayo de 2017 fue cerrado por el gobierno y reemplazado por la Corporación de Radiodifusión Pública Israelí (Kan). |
| Libia               | Libyan Jamahiriya (LJBC) (1974 - 2011) Agencia estatal de información durante el mandato de Muamar el Gadafi. Cuando este fue derrocado, se creó una nueva empresa de radiodifusión pública. |
| Mónaco              | Télé Monte-Carlo (TMC) (1954 - 2022) TMC formó parte del Grupo de Radiodifusión Monegasca de la UER hasta 2022. En 2016 el gobierno monegasco vendió la participación que aún poseía del canal a la francesa TF1, que pasó a ser su único propietario. Desde entonces TMC funciona como un canal secundario del grupo TF1 en la TDT francesa especializándose en series y ficción. Radio Monte-Carlo (RMC) (1950 - 2022) En 2001 fue comprada por el grupo Altice Media trasladando la emisora a París, de esa forma se desligaba del principado pero quedándose el gobierno monegasco con un simbólico 0,1%. En 2022 abandona el grupo de Radiodifusión Monegasca de la UER junto a Télé Monte-Carlo. |
| Rusia               | Pervy Kanal (C1R), Rossijskoe Teleradio (RTR) y Radio Dom Ostankino (Radio Mayak, Radio Orfey) (RDO) (1993-2022) Las emisoras públicas rusas abandonaron la UER el 26 de febrero de 2022 tras la amenaza de suspensión de su membrecía por parte de la organización, la cual ya había vetado la participación rusa en el Festival de la Canción de Eurovisión 2022, debido a la invasión rusa de Ucrania de 2022. |
| Ciudad del Vaticano | Centro Televisivo Vaticano (CTV) (1983 - 2012) El Centro Televisivo Vaticano renunció a su membrecía en 2012 sin dar más explicaciones. Radio Vaticano se mantuvo. |
| Yugoslavia          | Radio Televisión Yugoslava (JRT) (1950 - 1992) La Radio Televisión Yugoslava fue miembro fundador en 1950 y el único estado socialista que formó parte. La disolución de Yugoslavia y el inicio de la guerra en 1991 motivaron su desaparición. Las organizaciones que formaron parte de JRT quedaron bajo control de las nuevas repúblicas. Eslovenia, Croacia, Bosnia-Herzegovina y Macedonia del Norte fueron aceptadas el 1 de enero de 1993. Yugoslavia se vio afectada por las sanciones internacionales y no fue readmitida hasta 2001 bajo la Alianza Pública de Radio y Televisión que agrupaba los medios de Serbia y Montenegro, hoy independientes.                                        |

### Aspirantes a miembros activos
Las siguientes empresas han intentado formar parte de la Unión Europea de Radiodifusión, pero han sido rechazadas por la Asamblea General:
| País          | Organismo |
| ------------- | --- |
| Catar         | Qatar Radio (QR) En 2009 el estado de Catar, en aquella época miembro asociado, envió una solicitud para ser miembro activo de la UER. El organismo nunca lo contempló porque el país árabe no está en el Área de Radiodifusión Europea. |
| Kazajistán    | Khabar Agency Kazajistán quiere ser miembro activo de la UER para participar en el Festival de la Canción de Eurovisión, evento que han retransmitido varios años. Sin embargo, no forma parte del Área de Radiodifusión Europea ni es miembro del Consejo de Europa, por lo que no cumple las condiciones para ser miembro activo. Donde sí participa es en el Festival de la Canción de Eurovisión Júnior. Khabar Agency actualmente es miembro asociado desde enero de 2016.                                             |
| Kosovo        | Radio y Televisión de Kosovo (RTK) La radiodifusora kosovar lleva intentando ser miembro activo desde su declaración unilateral de independencia. Sin embargo, es un Estado con reconocimiento limitado. Por ello, no pertenece a la Organización de Naciones Unidas y no puede acceder a la Unión Internacional de Telecomunicaciones, requisito básico. RTK ha retransmitido el Festival de Eurovisión. |
| Liechtenstein | 1 FLTV La única televisión con sede en Liechtenstein comenzó sus emisiones el 15 de agosto de 2008. En julio de 2009 los directivos presentaron una solicitud de ingreso a la UER. Sin embargo, terminaron retirándola por falta de recursos para cumplir las obligaciones de un miembro activo. 1 FLTV no tiene intención de ser ni miembro activo ni participante autorizado. |
| Marruecos     | 2M TV Este canal, de carácter comercial y controlado por el gobierno marroquí, pidió su ingreso en la UER en 2007 sin éxito. |
| Palestina     | Corporación de Radiodifusión Palestina (PBC) Durante años la PBC fue participante autorizado y en 2007 negoció con la UER para convertirse en miembro activo. Fue rechazado porque Palestina es un Estado con reconocimiento limitado. |
| España        | Corporación Catalana de Medios Audiovisuales (CCMA) La UER rechazó en 2019 la solicitud de entrada del ente catalán como miembro de pleno derecho, argumentando que no cumplía los requisitos «al carecer de importancia y carácter nacional». La FORTA reveló que la entrada tanto de la federación de cadenas autonómicas como de sus miembros siempre se ha encontrado con la oposición de Radiotelevisión Española. La CCMA tiene ya representación parcial como participante autorizado por medio de Catalunya Música. |

## Organización
La Unión Europea de Radiodifusión es una asociación sin ánimo de lucro, con sede en Ginebra (Suiza), que puede desempeñar actividades de carácter comercial para cumplir sus objetivos. Se rige por el Estatuto de la UER.
La Asamblea General, formada por los miembros activos, es el órgano más importante. Entre sus labores, define los objetivos y aprueba los presupuestos. Cada año se celebran dos asambleas generales: la de verano está abierta a los miembros activos y a los asociados, mientras que en la de invierno solo pueden participar los activos. En dichos encuentros los únicos idiomas oficiales con los que se trabaja son el inglés y el francés.
Por debajo se encuentra la junta directiva, con funciones ejecutivas como hacer cumplir los objetivos de la UER, pasar recomendaciones a la Asamblea y considerar los informes de los departamentos asesores. Las reuniones se celebran siete veces al año. Está formada por once personas elegidas por la Asamblea General, entre ellos un presidente y un vicepresidente, que proceden de los miembros activos y deben reflejar la diversidad cultural de la unión. Su mandato es de dos años y se puede renovar. La presidenta para el periodo 2025-2026 es la francesa Delphine Ernotte Cunci, directora ejecutiva de France Télévisions.

### Junta ejecutiva de la UER (2025-2026)
| Dirección       | Responsable                     | Miembro   |
| --------------- | ------------------------------- | --------- |
| Presidencia     | Delphine Ernotte Cunci          | FT        |
| Vicepresidencia | Cilla Benkö                     | SR        |
| Vocales         | Tim Davie                       | BBC       |
| Vocales         | Katja Wildermuth                | BR        |
| Vocales         | Simona Agnes                    | RAI       |
| Vocales         | Nicolau Santos                  | RTP       |
| Vocales         | Milen Mitev                     | BNR       |
| Vocales         | Roland Weissmann                | ORF       |
| Vocales         | Mykola Chernotytskyi            | UA:PBC    |
| Vocales         | Monika Garbačiauskaitė-Budrienė | LRT       |
| Vocales         | Nathalie Biancolli              | TV Monaco |

El director general, elegido por la junta directiva, coordina y supervisa todos los comités permanentes con ayuda de los jefes de los departamentos, que les informan de la situación. Además representa a la Unión Europea de Radiodifusión en foros internacionales, conferencias y reuniones a nivel gubernamental. Su mandato está limitado a seis años. El director general desde 2017 es el irlandés Noel Curran, procedente de RTÉ.

### Dirección y departamentos de la UER
| Dirección                                  | Responsable             | Miembro |
| ------------------------------------------ | ----------------------- | ------- |
| Director general                           | Noel Curran             | RTÉ     |
| Director General Adjunto y Medios          | Jean Philip De Tender   | VRT     |
| Noticias                                   | Liz Corbin              | BBC     |
| Tecnología e Innovación                    | Antonio Arcidiacono     | -       |
| Recursos humanos                           | Melanie Brown Cocchetti | -       |
| Legal                                      | Richard Burnley         | -       |
| Finanzas y Administración                  | Emmanuel Frantz         | -       |
| Deportes                                   | Glen Killane            | RTÉ     |
| Relaciones con los Miembros y Comunicación | Michelle Roverelli      | -       |

La participación de los miembros activos está garantizada en las asambleas especializadas, en cinco comités permanentes (Euroradio, Eurovisión, Medios digitales, Noticias y Deportes) y en los grupos especiales.

### Comités permanentes de la UER (2023-2025)
| Comité           | Presidente          | Miembro      |
| ---------------- | ------------------- | ------------ |
| Radio            | Sibyle Veil         | Radio France |
| Televisión       | Markus Sterky       | SVT          |
| Noticias         | Eric Scherer        | FT           |
| Deportes         | Runar Østmo         | NRK          |
| Medios digitales | João Pedro Galveias | RTP          |
| Legal            | Olav Nyhus          | NRK          |
| Técnico          | Michael Nugent      | ERT          |

## Eventos y programas
La Unión Europea de Radiodifusión organiza programas en los que pueden participar sus miembros activos, y que son comercializados a nivel internacional.
El más importante es el Festival de la Canción de Eurovisión (Eurovision Song Contest), un concurso musical en el que participan miembros activos representando a estados; la canción ganadora se elige con un voto mixto de jurado y telespectadores. Fue creado en 1955 por iniciativa del entonces presidente de la UER, Marcel Bezençon, para contribuir a la unión de Europa a través de un programa transmitido simultáneamente en todos los países por la red Eurovisión. En aquella época fue visto como un experimento para la televisión en vivo, pues la transmisión simultánea apenas se había desarrollado. La primera edición tuvo lugar en Lugano (Suiza) el 24 de mayo de 1956 y el primer ganador fue el país anfitrión, representado por Lys Assia. El formato actual de semifinales y gran final se introdujo en 2004, año en que también comenzaría a explotarse la faceta más comercial. La audiencia internacional es de 195 millones de personas, en su mayoría de Europa y Australia.
A raíz del éxito de Eurovisión, se han creado dos eventos con el mismo formato: en 1985 el Festival de Eurovisión de Jóvenes Bailarines y en 2003 el Festival de la Canción de Eurovisión Junior para niños de entre 8 y 16 años. En 2007 y 2008 se celebró también el ya extinto Festival de baile de Eurovisión, en colaboración con la Federación Mundial de baile de competición.
El Festival de Eurovisión de Jóvenes Músicos, organizado por primera vez en 1982 y de periodicidad bienal, se centra en música clásica y premia a los mejores músicos menores de 18 años. En este caso, un jurado profesional puntúa las canciones y se entregan medallas de oro, plata y bronce a los tres primeros clasificados. Por último, el Festival Let the Peoples Sing se centra en orquestas corales.
Durante mucho tiempo la UER organizó el concurso Juegos sin Fronteras (Jeux sans frontières), en el que equipos de distintos estados europeos competían en pruebas divertidas, fomentando el hermanamiento entre ciudades. Cada edición tenía lugar en un país diferente. Hubo dos etapas: la primera abarca desde 1965 hasta 1982, mientras que la segunda fue entre 1988 y 1999. El grupo ya no ostenta los derechos sobre ese formato, adquiridos por la productora francesa Banijay en 2019.